# 舊油麻地警署

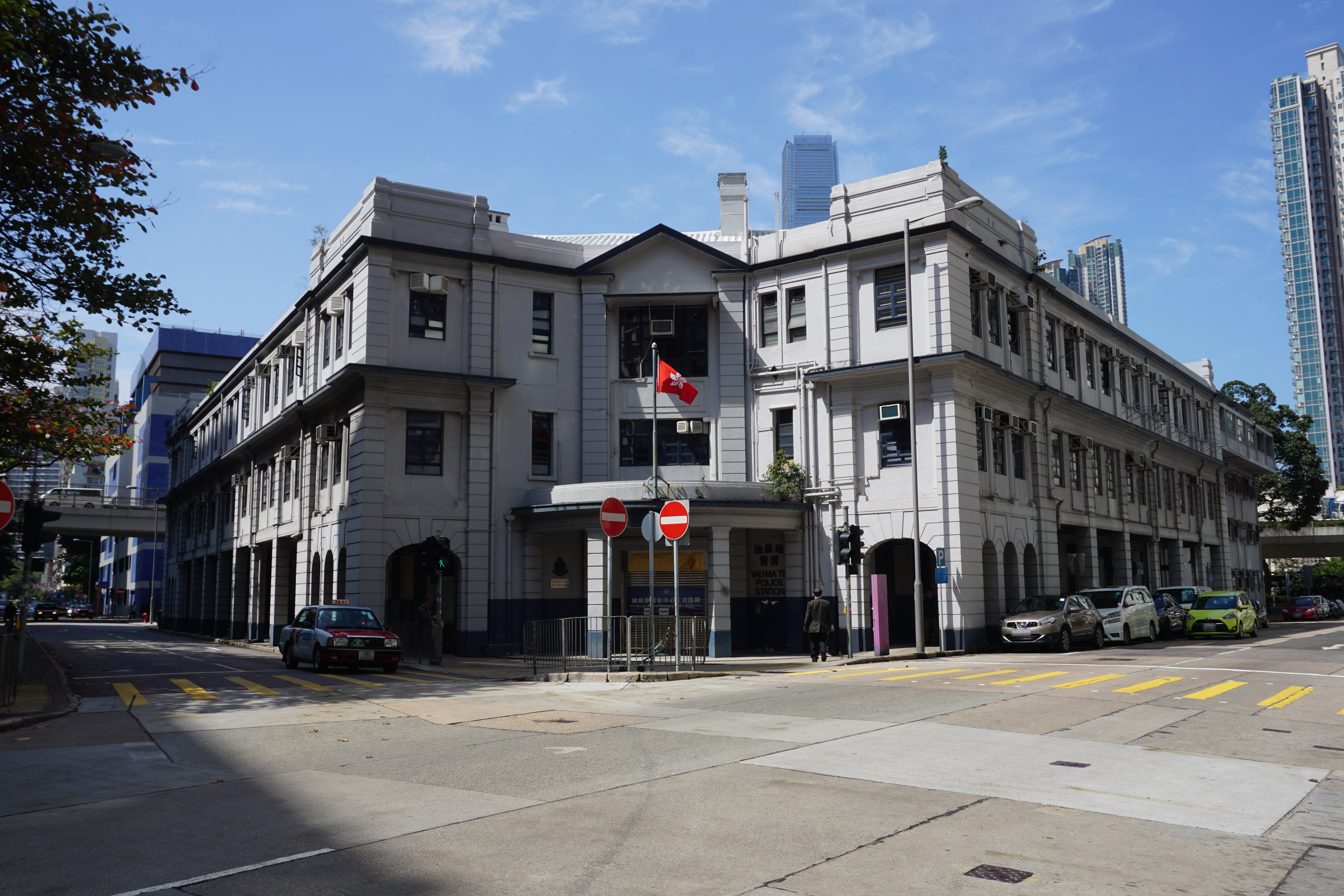
舊油蔴地警署

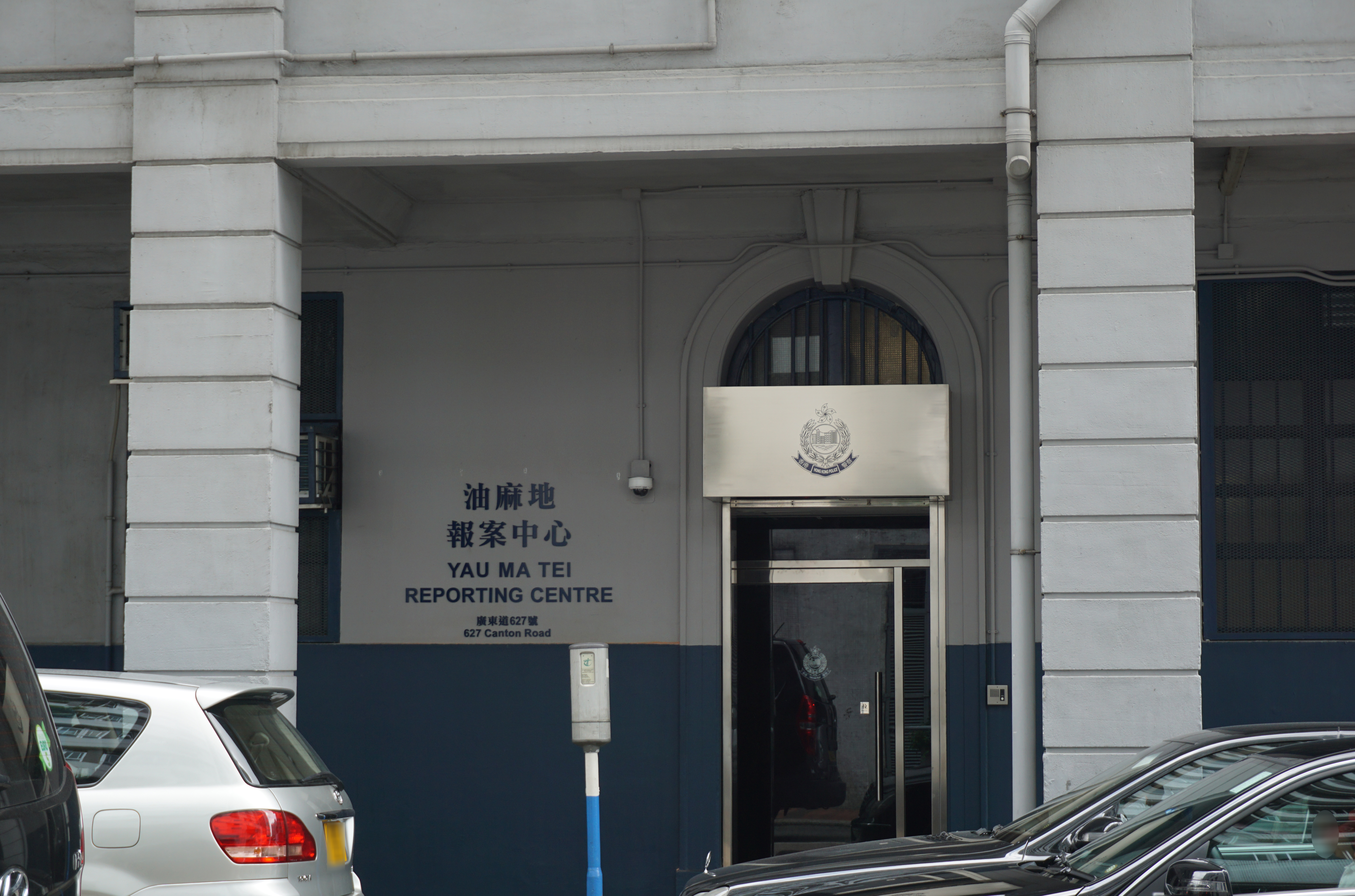
舊油蔴地警署搬遷後，改為報案中心

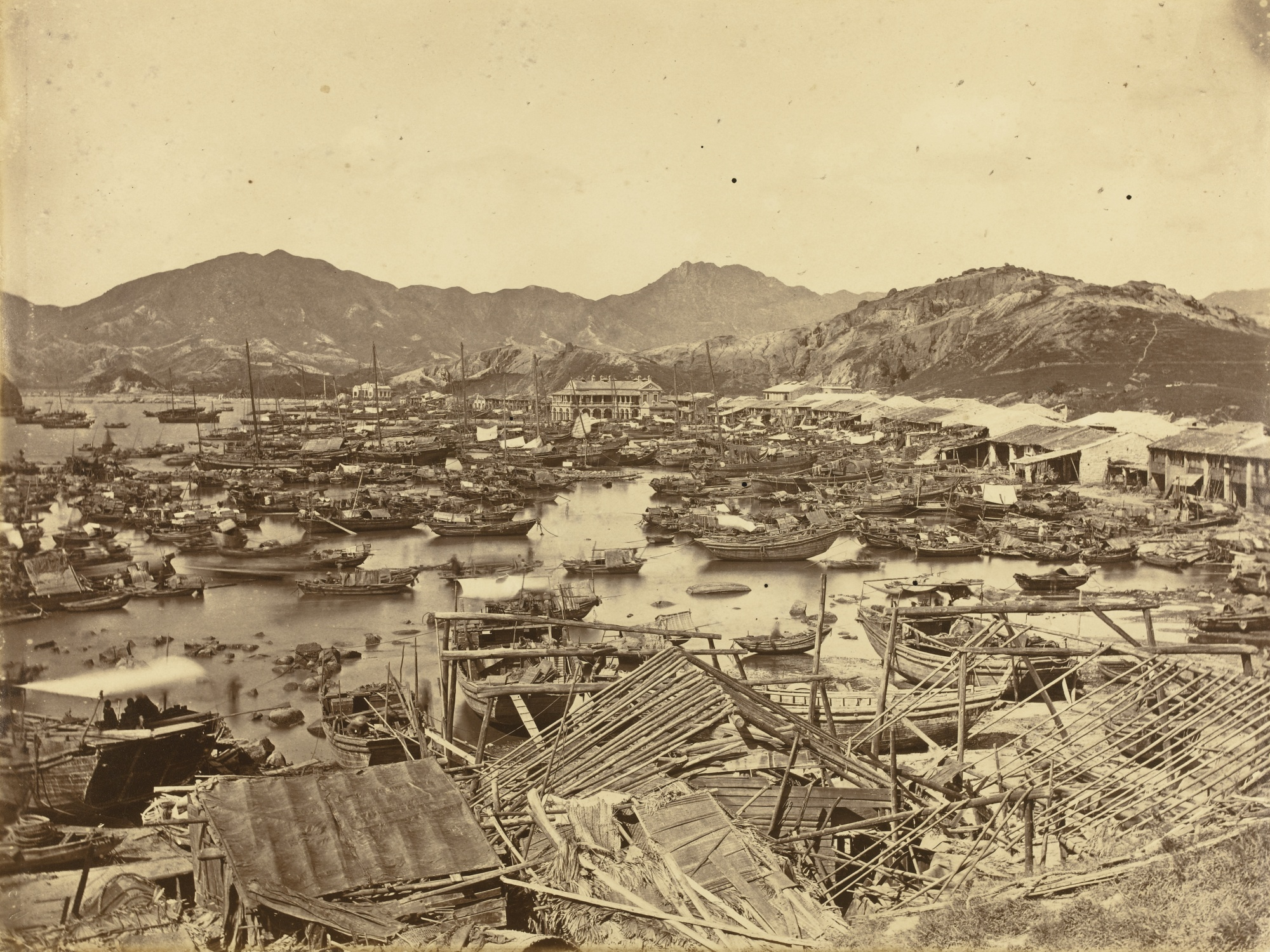
1874年甲戌風災後的油蔴地，圖正中心較高建築物為第一代油蔴地警署

舊油麻地警署（英語：Old Yau Ma Tei Police Station）位於香港九龍油麻地廣東道627號，是香港首間位於九龍的警署。

## 歷史
第一代油蔴地警署於1873年設立，原位於上海街及眾坊街交界（今梁顯利油麻地社區中心），當時的上海街亦因此稱為差館街。1922年，警署遷往廣東道及眾坊街交界。1924年更改為九龍巡理府，1936年停用，戰後警署隔鄰加建新翼及宿舍，1988年獲評為三級歷史建築，後於2009年升為香港二級歷史建築。
1998年，政府有意拆卸警署以興建中九龍幹線，後因社會迴響甚大，政府決定修改計劃保留舊翼和大部分新翼，並留給其他警察單位使用。舊油麻地警署於2016年4月開始分階段搬遷。張惠華警司為舊油蔴地警署的最後一任指揮官。
全新油麻地警署於2016年5月22日正式投入服務。於2016年6月2日，時任警務處處長盧偉聰由西九龍總區指揮官余達松助理處長、油尖警區指揮官郭柏聰總警司和油麻地分區指揮官張惠華警司陪同下主持新警署的開幕典禮。新警署樓高9層，設備完善，設有分流系統並加入環保元素，比如自然通風以及綠化平台等等，為市民提供更優質的服務。此外，舊址將會保留報案中心，方便市民報案。
2023年9月17日起，為更有效調配資源，油麻地報案中心將停止服務，市民需改往新油麻地警署、尖沙咀警署或網上進行報案。

## 油蔴地警署印度警員命案
1940年8月6日，油蔴地警署的印度人睡房內，印度警員拿沙星（編號669）及遭到槍擊，腦部及雙手中四槍，當場死亡，印度警員文星（編號611）被控誤殺。

## 建築設計
舊油麻地警署以愛德華時代建築風格興建，設計華麗，以突顯警察隊的權威。警署樓高3層，左右兩翼合成一個勾形建築；舊翼2至3樓原為開放式及以拓石支撐的迴廊，後來封閉以擴充房間空間。警署室內鋪有柚木地板，牆身附有西式裝飾，勾形中間點的頂層房間，樓底高達十多呎，為警官宴會廳及宿舍。面對眾坊街及廣東道的警署入口因為風水關係，特意設計為鋸齒形狀。舊翼曾經被改動，包括部分金字形屋頂被更改為平頂。

## 舊油蔴地警署圖像

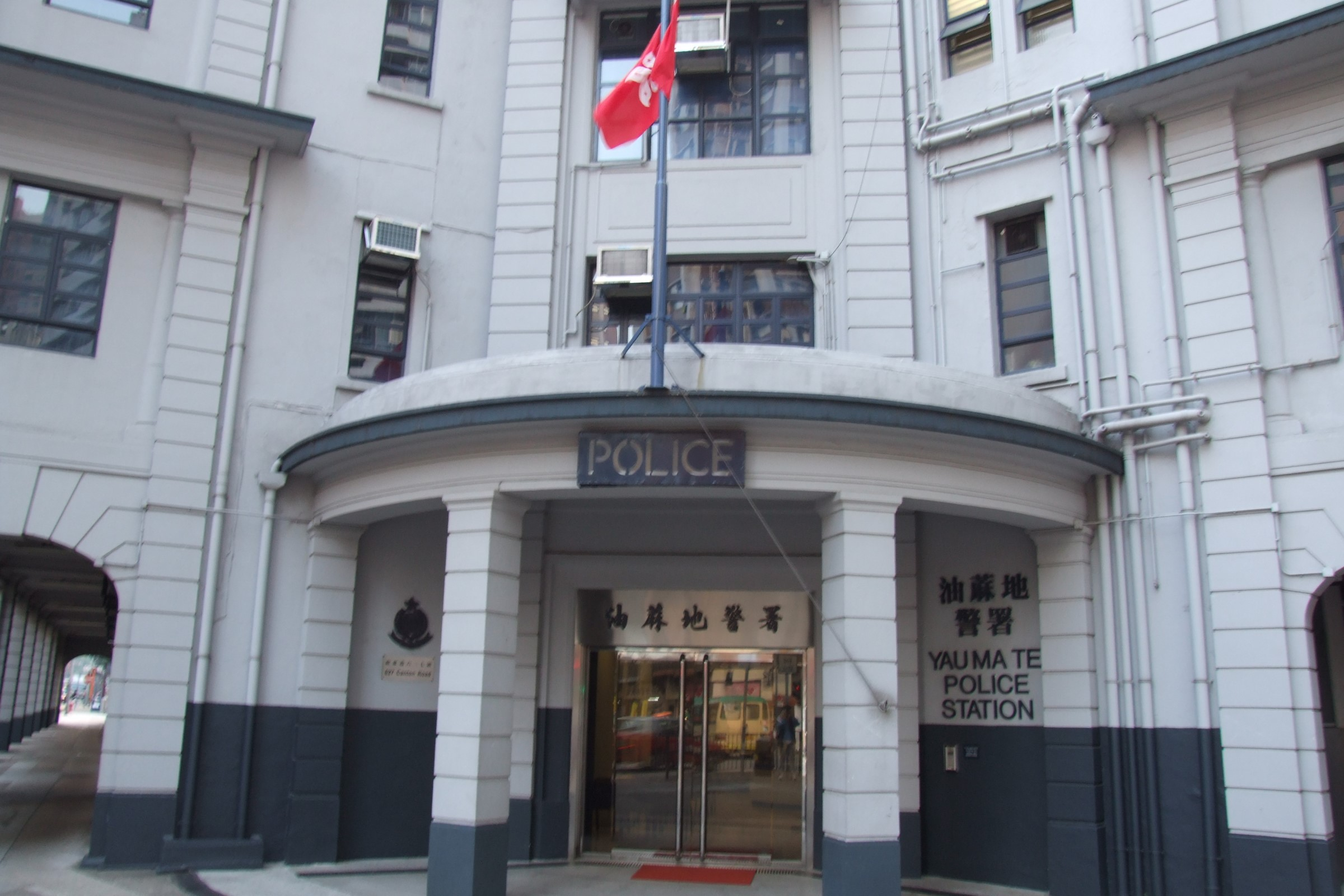
舊油蔴地警署入口
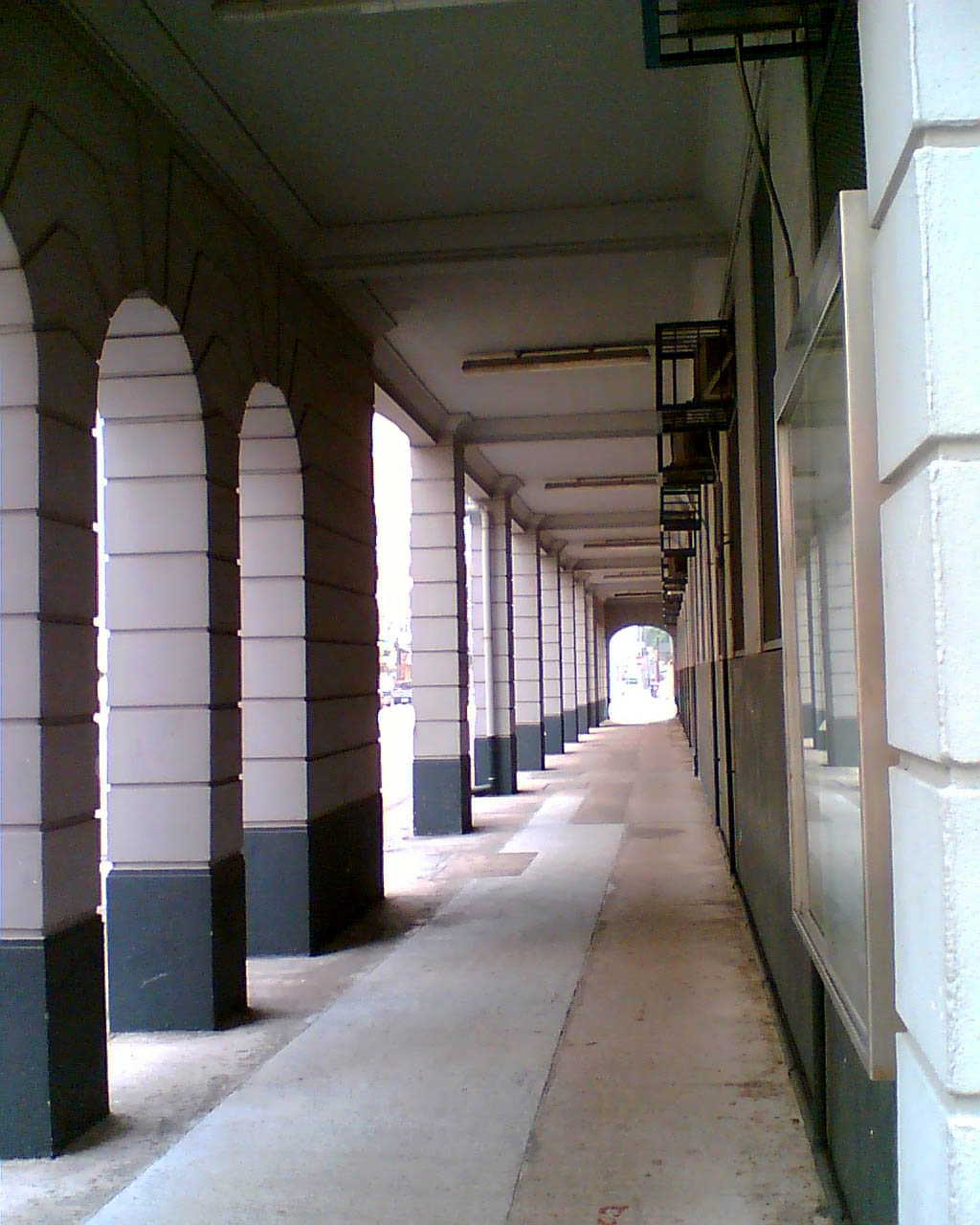
舊油蔴地警署門廊

## 鄰近建築
- 油麻地街市
- 百老匯電影中心
- 甘肅街玉器市場
- 梁顯利油麻地社區中心
- 眾坊街遊樂場
- 油麻地賽馬會分科診所
- 駿發花園

## 流行文化
舊油麻地警署多次被電視廣播有限公司申請為電視劇的外景拍攝場地，包括《学警出更》，《以和為貴》、《巨轮》、《反黑》等。此外，荷里活電影《尖峰时刻2》和台灣電影《五湖四海》亦在此取景。因此，舊油麻地警署也成為了熱門的打卡點。